# Hakea recurva
Hakea recurva е вид храст или дребно дърво от род Hakea в семейство Протейнови. Видът е ендемичен за района на Средния Запад, северната част на Уитбелт и в районите на Голдфийлдс–Есперанс в Западна Австралия.

## Oписание
Hakea recurva е висок храст или дребно дърво, което обикновено достига височина от 1 до 6 m. Клонките с няколко стъбла са сплескани и имат фини, копринени власинки, когато са млади, но бързо стават гладки. Ароматното съцветие може да има 20 – 40 големи, кремавожълти цвята, оформящи гроздове в основата на листата. Цъфти от юни до октомври. Твърдите листа са със закръглено напречно сечение, могат да бъдат прави или извити и завършват с остър връх. Плодовете са с гладка повърхност, яйцевидна форма и дължина около 1,7 – 2,3 cm.

## Таксономия
Видът Hakea recurva е описан официално за първи път от швейцарския ботаник Карл Майснер през 1856 г. и това описание е публикувано в Prodromus Systematis Naturalis Regni Vegetabilis. Видовото име recurva („извит“) се дължи на извитата форма на листата.

## Разпространение и местообитание
Hakea recurva расте в открити храсталаци или акациеви храсталаци върху гранитни глини, пясък, песъчлива глина, чакъл и латеритни почви. Среща се в района между река Мърчисън, Лавертън и залива Израелит.
Различават се два подвида:
- Hakea recurva arida.[7] Листата обикновено са с дължина 4 cm и ширина 1,2 – 1,6 mm. Прицветниците са с дължина 2 – 3,5 mm, гладки, червеникави на цвят със светлокафяв ръб. Дръжките им са дълги 4,5 – 8 mm.[8]
- Hakea recurva recurva.[9] Листата са дълги 5 – 12 cm и широки 2 – 3,2 mm. Цветните прицветници са с дължина 4 – 7,5 mm, дълги и светли на цвят. Дръжките им са дълги 8 – 13 mm.[10]